# 南インド教会

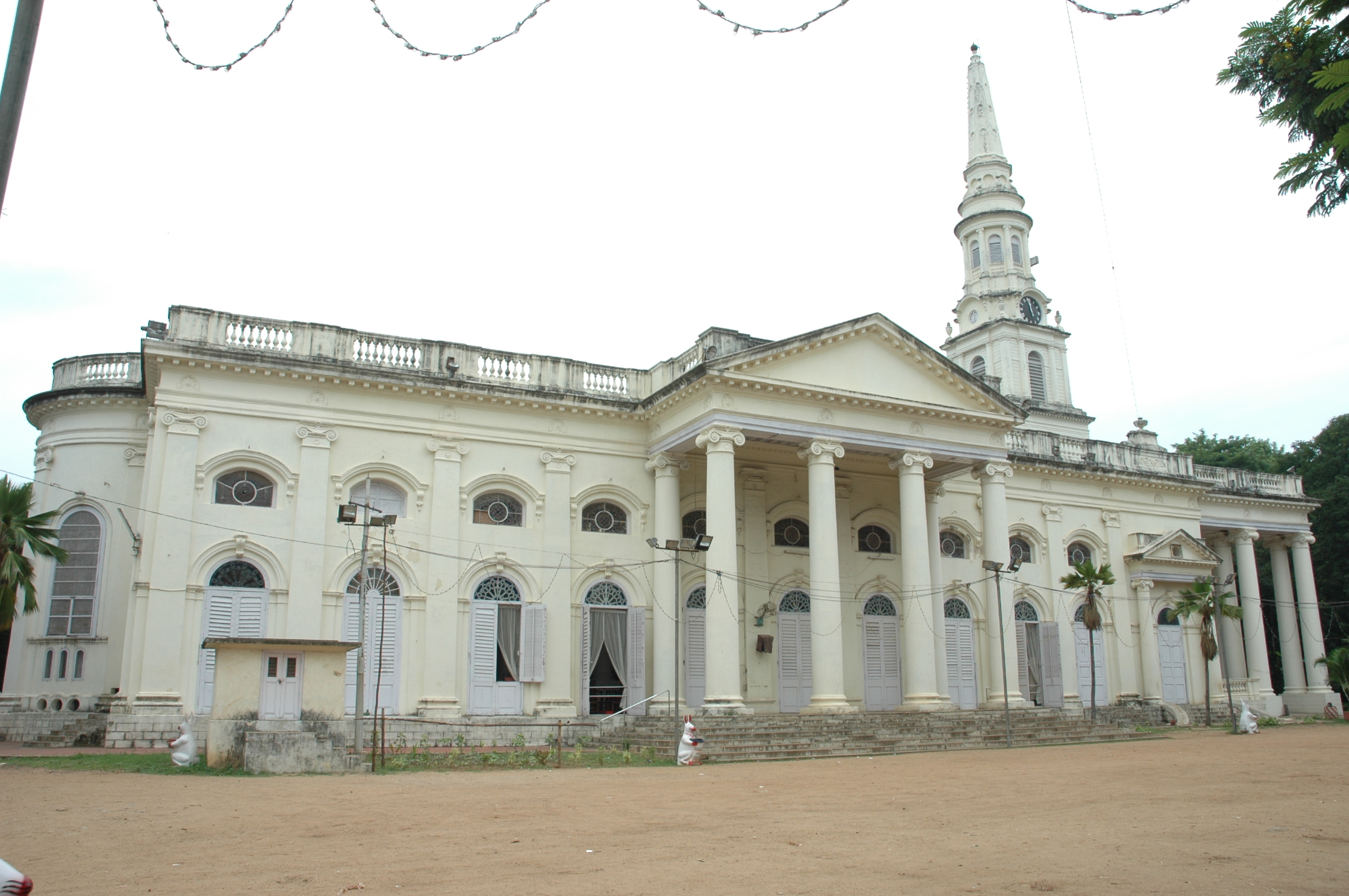
聖ジョージ大聖堂（インド・チェンナイ）

南インド教会（みなみインドきょうかい、英語: Church of South India）は長老派教会、オランダ改革派教会、会衆派教会、メソジスト教会、聖公会が合併してできた、インドでキリスト教プロテスタントの信徒が最大数が参加する合同教会で、本部はタミル・ナードゥ州の州都・チェンナイにある。

## 概要
インドではすでに1908年、長老派教会、オランダ改革派教会、会衆派教会が合併した南インド合同教会（South India United Church）が成立していた土壌があった。
その後インド独立の翌月、すなわち1947年9月にはそれまで20年の交渉を経て、メソジスト教会南インド管区、インド、ビルマ・スリランカの一部のの聖公会も参加して、南インド教会（Church of South India、略称：CSI）が成立した。この合同教会はインドでは、北インド教会と並んで最大のキリスト教プロテスタント教会である。 
聖書、ニカイア信経に基礎を置き、教会組織は主教制を取取り、24教区がある。これは主教制を取る教会と、それを取らない教会の初めての合同である。インドは南部のアーンドラ・プラデーシュ州、カルナータカ州、ケーララ州、タミル・ナードゥ州をカバーしていて、合同教会のシノドの本部はタミル・ナードゥ州の州都・チェンナイにある。教会は14,000あり、信徒数は3,800,000人である。
神学校はグルクル・ル－テル神学校・研究所（Gurukul Lutheran Theological College、チェンナイ）、ケーララ合同神学校（Kerala United Theological Seminary、ティルヴァナンタプラム）などがある。この他、学校を2,300校、大学を150校、病院を104棟経営している。
南インド教会はインド・キリスト教協議会のメンバー（National Council of Churches in India）で、アングリカン・コミュニオンにも属し、世界教会協議会（WCC）の一員でもある。

## 参照項目
- 北インド教会
- 中国基督教協会
- エキュメニズム
- 教派後教会（Postdenominationalism）